# Baltische Fußballmeisterschaft 1930/31
Die baltische Fußballmeisterschaft 1930/31 des Baltischen Sport-Verbandes gewann der SV Prussia-Samland Königsberg im Endrundenturnier mit zwei Punkten Vorsprung vor dem VfB Königsberg. Dies war der vierte Gewinn der baltischen Fußballmeisterschaft für die Königsberger, die sich dadurch für die deutsche Fußballmeisterschaft 1930/31 qualifizierten. Dort schied Prussia-Samland nach einer knappen 2:3-Auswärtsniederlage gegen Holstein Kiel bereits im Achtelfinale aus. Der VfB Königsberg war als baltischer Vizemeister ebenfalls für die deutsche Fußballmeisterschaft qualifiziert. Gegen den Dresdner SC verlor Königsberg zu Hause deutlich mit 1:8 und schied ebenfalls im Achtelfinale aus.

## Modus
Die Vereine im Baltische Rasen- und Wintersport-Verband waren in der Saison 1930/31 nur noch in zwei Bezirke eingeteilt. Am 1. August 1930 wechselten aus dem Bezirk III Pommern die Kreis Stettin, Gollnow und Vorpommern-Rügen zum Verband Brandenburgischer Ballspielvereine, die beiden restlichen Kreise (Schneidemühl und Köslin) wurden fortan dem Bezirk II Grenzmark zugeordnet. Die Bezirksmeister und die Vizemeister beider Bezirke qualifizierten sich für die Endrunde um die baltische Meisterschaft.
| Bezirk     | Bezirksmeister | Bezirksvizemeister            |
| ---------- | -------------- | ----------------------------- |
| Ostpreußen | VfB Königsberg | SV Prussia-Samland Königsberg |
| Grenzmark  | PSV Elbing     | SV Neufahrwasser              |

## Bezirk I Ostpreußen
In Ostpreußen wurde die eingleisige Liga aufgelöst, an dessen Stelle traten drei regionale Abteilungsligen. Die Sieger dieser Ligen waren für die Endrunde der ostpreußischen Meisterschaft qualifiziert. Zusätzlich qualifizierten sich die Zweitplatzierten der drei Ligen für eine Ausscheidungsrunde, bei der der vierte Teilnehmer der ostpreußischen Meisterschaft ermittelt wurde.

### Abteilungsliga I Königsberg
| Pl. | Verein                               | Sp. | S | U | N | Tore    | Quote | Punkte |
| --- | ------------------------------------ | --- | - | - | - | ------- | ----- | ------ |
| 1.  | SV Prussia-Samland Königsberg        | 10  | 9 | 1 | 0 | 051:100 | 5,10  | 19:10  |
| 2.  | VfB Königsberg (BM) (M)              | 10  | 7 | 0 | 3 | 055:180 | 3,06  | 14:60  |
| 3.  | SV Rasensport-Preußen Königsberg (N) | 10  | 5 | 0 | 5 | 039:350 | 1,11  | 10:10  |
| 4.  | SV Concordia Königsberg (N)          | 10  | 4 | 2 | 4 | 030:400 | 0,75  | 10:10  |
| 5.  | SpVgg ASCO Königsberg (N)            | 10  | 1 | 3 | 6 | 010:360 | 0,28  | 05:15  |
| 6.  | Königsberger STV (N)                 | 10  | 0 | 2 | 8 | 014:600 | 0,23  | 02:18  |

| (BM) | baltischer Titelverteidiger |
| (M)  | Titelverteidiger Ostpreußen |
| (N)  | Aufsteiger                  |

Relegationsrunde:
In der Relegationsrunde trafen die beiden letztplatzierten Vereine der Abteilungsliga auf die Sieger der Kreisligen. Beide Erstligisten setzten sich durch und verblieben dadurch in der Abteilungsliga.
| Pl. | Verein                                                                                 | Sp. | S | U | N | Tore    | Quote | Punkte |
| --- | -------------------------------------------------------------------------------------- | --- | - | - | - | ------- | ----- | ------ |
| 1.  | Königsberger STV (Sechstplatzierter Abteilungsliga I Königsberg)                       | 3   | 3 | 0 | 0 | 013:000 | ∞     | 06:0   |
| 2.  | SpVgg ASCO Königsberg (Fünftplatzierter Abteilungsliga I Königsberg)                   | 3   | 1 | 1 | 1 | 004:500 | 0,80  | 03:30  |
| 3.  | SV ehemaliger Roßgärter Mittelschüler Königsberg (Drittplatzierter Kreis I Königsberg) | 3   | 1 | 1 | 1 | 003:800 | 0,38  | 03:30  |
| 4.  | RSV Braunsberg (Sieger Kreis I Königsberg)                                             | 3   | 0 | 0 | 3 | 000:700 | 0,00  | 0:60   |

Entscheidungsspiel Platz 2:
| Datum           |                                             | Ergebnis |                       | Ort        |
| --------------- | ------------------------------------------- | -------- | --------------------- | ---------- |
| 11. Januar 1931 | SV ehem. Roßgärter Mittelschüler Königsberg | 2:4      | SpVgg ASCO Königsberg | Königsberg |

### Abteilungsliga II Nord
| Pl. | Verein                    | Sp. | S  | U | N | Tore    | Quote | Punkte |
| --- | ------------------------- | --- | -- | - | - | ------- | ----- | ------ |
| 1.  | SV Insterburg             | 10  | 10 | 0 | 0 | 056:180 | 3,11  | 20:0   |
| 2.  | SpVgg Memel               | 10  | 7  | 0 | 3 | 047:140 | 3,36  | 14:60  |
| 3.  | Tilsiter SC (N)           | 10  | 4  | 0 | 6 | 047:440 | 1,07  | 08:12  |
| 4.  | SV Yorck Insterburg (N)   | 10  | 4  | 0 | 6 | 022:280 | 0,79  | 08:12  |
| 5.  | SC Preußen Insterburg (N) | 10  | 3  | 0 | 7 | 022:500 | 0,44  | 06:14  |
| 6.  | VfB Tilsit (N)            | 10  | 2  | 0 | 8 | 022:620 | 0,35  | 04:16  |

| (N) | Aufsteiger |

Relegationsrunde:
| Pl. | Verein                                                         | Sp. | S | U | N | Tore    | Quote | Punkte |
| --- | -------------------------------------------------------------- | --- | - | - | - | ------- | ----- | ------ |
| 1.  | VfB Tilsit (Letztplatzierter Abteilungsliga II Nord)           | 4   | 3 | 0 | 1 | 016:400 | 4,00  | 06:20  |
| 2.  | SV Grün-Weiß Gumbinnen (Sieger Kreis III Insterburg-Gumbinnen) | 4   | 2 | 0 | 2 | 009:800 | 1,13  | 04:40  |
| 3.  | MTV Kaukehmen (Sieger Kreis II Nordostpreußen)                 | 4   | 1 | 0 | 3 | 005:180 | 0,28  | 02:60  |

### Abteilungsliga III Süd
| Pl. | Verein                     | Sp. | S | U | N  | Tore    | Quote | Punkte |
| --- | -------------------------- | --- | - | - | -- | ------- | ----- | ------ |
| 1.  | SV Viktoria Allenstein     | 10  | 6 | 3 | 1  | 026:160 | 1,63  | 15:50  |
| 2.  | Rastenburger SV (N)        | 10  | 5 | 3 | 2  | 030:270 | 1,11  | 13:70  |
| 3.  | SpVgg Masovia Lyck (N)     | 10  | 5 | 3 | 2  | 024:190 | 1,26  | 13:70  |
| 4.  | SV Hindenburg Allenstein   | 10  | 5 | 2 | 3  | 039:260 | 1,50  | 12:80  |
| 5.  | VfL 1923 Rastenburg (N)    | 10  | 3 | 1 | 6  | 024:440 | 0,55  | 07:13  |
| 6.  | SV Hindenburg Lötzen a (N) | 10  | 0 | 0 | 10 | 004:150 | 0,27  | 0:20   |

| (N) | Aufsteiger |

Entscheidungsspiel Platz 2:
| Datum              |                 | Ergebnis |                    | Ort    |
| ------------------ | --------------- | -------- | ------------------ | ------ |
| 28. September 1930 | Rastenburger SV | 2:1      | SpVgg Masovia Lyck | Lötzen |

Aufstiegsrunde:
| Pl. | Verein                                           | Sp. | S | U | N | Tore    | Quote | Punkte |
| --- | ------------------------------------------------ | --- | - | - | - | ------- | ----- | ------ |
| 1.  | VfB Angerburg (Sieger Kreis VI Ostpreußen-Mitte) | 3   | 3 | 0 | 0 | 010:200 | 5,00  | 06:0   |
| 2.  | SV Allenstein (Zweiter Kreis IV Südostpreußen)   | 3   | 2 | 0 | 1 | 006:600 | 1,00  | 04:20  |
| 3.  | VfB Osterode (Sieger Kreis IV Südostpreußen)     | 3   | 1 | 0 | 2 | 002:600 | 0,33  | 02:40  |
| 4.  | MTV Prostken (Sieger Kreis V Masuren)            | 3   | 0 | 0 | 3 | 002:600 | 0,33  | 0:60   |

### Endrunde um die ostpreußische Meisterschaft

#### Runde der Zweiten
Vorrunde:
| Datum                          |                 | Ergebnis |                | Ort        |
| ------------------------------ | --------------- | -------- | -------------- | ---------- |
| 19. Oktober 1930               | Rastenburger SV | 1:5      | VfB Königsberg | Rastenburg |
| SpVgg Memel hatte ein Freilos. |                 |          |                |            |

Finale:
| Datum            |                | Ergebnis |             | Ort        |
| ---------------- | -------------- | -------- | ----------- | ---------- |
| 26. Oktober 1930 | VfB Königsberg | 3:1      | SpVgg Memel | Königsberg |

#### Ostpreußische Endrunde
| Pl. | Verein                                                             | Sp. | S | U | N | Tore    | Quote | Punkte |
| --- | ------------------------------------------------------------------ | --- | - | - | - | ------- | ----- | ------ |
| 1.  | VfB Königsberg (BM) (M) (Sieger Runde der Zweiten)                 | 6   | 4 | 1 | 1 | 024:110 | 2,18  | 09:30  |
| 2.  | SV Prussia-Samland Königsberg (Sieger Abteilungsliga I Königsberg) | 6   | 4 | 0 | 2 | 020:140 | 1,43  | 08:40  |
| 3.  | SV Insterburg (Sieger Abteilungsliga II Nord)                      | 6   | 3 | 1 | 2 | 018:190 | 0,95  | 07:50  |
| 4.  | SV Viktoria Allenstein (Sieger Abteilungsliga III Süd)             | 6   | 0 | 0 | 6 | 010:280 | 0,36  | 0:12   |

| (BM) | baltischer Titelverteidiger |
| (M)  | Titelverteidiger Ostpreußen |

## Bezirk II Grenzmark
Die Bezirksklasse Grenzmark war in dieser Spielzeit in fünf Kreise eingeteilt. Zu den bisher bestehenden Kreisen Stolp, Danzig und Westpreußen kamen die Kreise Köslin und Schneidemühl aus dem ehemaligen Bezirk Pommern, die Kreisnummerierungen wurden angepasst. Die Sieger der Bezirke, sowie der Vizemeister aus Danzig qualifizierten sich für die Endrunde Grenzmark.

### Kreis I Westpreußen
Die Kreisliga Westpreußen wurde in zwei Abteilungen ausgespielt, die jeweils Erst- und Zweitplatzierten trafen in einer Endrunde aufeinander. Zur kommenden Spielzeit wurden beide Abteilungen zusammengelegt.

#### Abteilung A
| Pl. | Verein             | Sp. | S | U | N | Tore    | Quote | Punkte |
| --- | ------------------ | --- | - | - | - | ------- | ----- | ------ |
| 1.  | PSV Elbing         | 6   | 6 | 0 | 0 | 025:700 | 3,57  | 12:0   |
| 2.  | SV Viktoria Elbing | 6   | 3 | 0 | 3 | 020:140 | 1,43  | 06:60  |
| 3.  | Marienburger SV 05 | 6   | 2 | 0 | 4 | 011:210 | 0,52  | 04:80  |
| 4.  | VfB Deutsch Eylau  | 6   | 1 | 0 | 5 | 009:230 | 0,39  | 02:10  |

#### Abteilung B
| Pl. | Verein                       | Sp. | S | U | N | Tore    | Quote | Punkte |
| --- | ---------------------------- | --- | - | - | - | ------- | ----- | ------ |
| 1.  | VfR Hansa Elbing             | 6   | 5 | 0 | 1 | 021:110 | 1,91  | 10:20  |
| 2.  | MSV Hochmeister Marienburg b | 6   | 3 | 2 | 1 | 021:130 | 1,62  | 08:40  |
| 3.  | Elbinger SV                  | 6   | 1 | 3 | 2 | 011:140 | 0,79  | 05:70  |
| 4.  | SV Marienwerder              | 6   | 0 | 1 | 5 | 005:200 | 0,25  | 01:11  |

#### Endrunde Westpreußen
| Pl. | Verein                     | Sp. | S | U | N | Tore    | Quote | Punkte |
| --- | -------------------------- | --- | - | - | - | ------- | ----- | ------ |
| 1.  | PSV Elbing                 | 6   | 5 | 1 | 0 | 018:300 | 6,00  | 11:10  |
| 2.  | VfR Hansa Elbing           | 6   | 4 | 1 | 1 | 021:140 | 1,50  | 09:30  |
| 3.  | SV Viktoria Elbing         | 5   | 1 | 0 | 4 | 012:800 | 1,50  | 02:80  |
| 4.  | MSV Hochmeister Marienburg | 5   | 0 | 0 | 5 | 004:300 | 0,13  | 0:10   |

### Kreis II Danzig
| Pl. | Verein                      | Sp. | S | U | N | Tore    | Quote | Punkte |
| --- | --------------------------- | --- | - | - | - | ------- | ----- | ------ |
| 1.  | SV Neufahrwasser            | 10  | 6 | 3 | 1 | 020:100 | 2,00  | 15:50  |
| 2.  | KS Gedania Danzig           | 10  | 5 | 2 | 3 | 017:160 | 1,06  | 12:80  |
| 3.  | SV Schutzpolizei Danzig (M) | 10  | 4 | 2 | 4 | 018:150 | 1,20  | 10:10  |
| 4.  | BuEV Danzig                 | 10  | 5 | 0 | 5 | 015:140 | 1,07  | 10:10  |
| 5.  | Preußen Danzig (N)          | 10  | 3 | 2 | 5 | 019:240 | 0,79  | 08:12  |
| 6.  | RSV Hansa Danzig            | 10  | 1 | 3 | 6 | 009:190 | 0,47  | 05:15  |

| (M) | Titelverteidiger Bezirk Grenzmark |
| (N) | Aufsteiger                        |

### Kreis III Stolp
| Pl. | Verein               | Sp. | S | U | N | Tore    | Quote | Punkte |
| --- | -------------------- | --- | - | - | - | ------- | ----- | ------ |
| 1.  | SV Sturm Lauenburg   | 6   | 6 | 0 | 0 | 025:900 | 2,78  | 12:0   |
| 2.  | SV Viktoria Stolp    | 6   | 4 | 1 | 1 | 035:110 | 3,18  | 09:30  |
| 3.  | FC Pfeil Lauenburg   | 6   | 3 | 2 | 1 | 021:900 | 2,33  | 08:40  |
| 4.  | SV Fortuna Stolp     | 6   | 3 | 0 | 3 | 009:160 | 0,56  | 06:60  |
| 5.  | SV Germania Stolp    | 6   | 2 | 1 | 3 | 023:170 | 1,35  | 05:70  |
| 6.  | SV Blücher Stolp (N) | 6   | 1 | 0 | 5 | 009:250 | 0,36  | 02:10  |
| 7.  | Bütower SV 1916 (N)  | 6   | 0 | 0 | 6 | 002:370 | 0,05  | 0:12   |

| (N) | Aufsteiger |

### Kreis IV Köslin
Die Spielrunde war unterbrochen, da der Kreis Köslin ebenfalls zum Verband Brandenburgischer Ballspielvereine wechseln wollte, was jedoch vom BSV und DFB untersagt wurde. Kein Verein aus dem Kreis Köslin nahm an der diesjährigen Grenzmark-Meisterschaft teil. Die kommende Spielzeit fiel komplett aus.
| Pl. | Verein               | Sp. | S | U | N | Tore    | Quote | Punkte |
| --- | -------------------- | --- | - | - | - | ------- | ----- | ------ |
| 1.  | MSV Hubertus Kolberg | 4   | 3 | 0 | 1 | 014:500 | 2,80  | 06:20  |
| 2.  | SV 1910 Kolberg      | 3   | 2 | 0 | 1 | 010:110 | 0,91  | 04:20  |
| 3.  | SV Preußen Köslin    | 4   | 2 | 0 | 2 | 013:800 | 1,63  | 04:40  |
| 4.  | SV Viktoria Kolberg  | 3   | 1 | 0 | 2 | 004:700 | 0,57  | 02:40  |
| 5.  | SV Schivelbein (N)   | 4   | 1 | 0 | 3 | 007:170 | 0,41  | 02:60  |

| (N) | Aufsteiger |

### Kreis V Schneidemühl
Wegen Terminschwierigkeiten fand ein Entscheidungsspiel zwischen den beiden zu dem Zeitpunkt punktgleichen Tabellenbesten statt. Der hier notierte Tabellenstand ist unvollständig, die restlichen Ergebnisse sind nicht überliefert.
| Pl. | Verein                         | Sp. | S | U | N | Tore    | Quote | Punkte |
| --- | ------------------------------ | --- | - | - | - | ------- | ----- | ------ |
| 1.  | FC Viktoria Schneidemühl       | 6   | 6 | 0 | 0 | 021:500 | 4,20  | 12:0   |
| 2.  | SV Deutsch Krone               | 3   | 3 | 0 | 0 | 008:500 | 1,60  | 06:0   |
| 3.  | SV Graf Schwerin Deutsch Krone | 4   | 3 | 0 | 1 | 012:600 | 2,00  | 06:20  |
| 4.  | SV Hertha Schneidemühl         | 5   | 2 | 2 | 1 | 016:120 | 1,33  | 06:40  |
| 5.  | SC Erika Schneidemühl          | 7   | 2 | 2 | 3 | 020:130 | 1,54  | 06:80  |
| 6.  | SC Germania Neustettin         | 5   | 1 | 2 | 2 | 010:110 | 0,91  | 04:60  |
| 7.  | PSV Schneidemühl               | 5   | 1 | 0 | 4 | 013:210 | 0,62  | 02:80  |
| 8.  | FC Preußen Flatow (N)          | 5   | 1 | 0 | 4 | 007:200 | 0,35  | 02:80  |
| 9.  | FC Germania 1915 Schneidemühl  | 4   | 0 | 0 | 4 | 003:170 | 0,18  | 0:80   |

| (N) | Aufsteiger |

Entscheidungsspiel:
| Datum           |                          | Ergebnis |                                | Ort          |
| --------------- | ------------------------ | -------- | ------------------------------ | ------------ |
| 16. August 1930 | FC Viktoria Schneidemühl | c ?:? c  | SV Graf Schwerin Deutsch Krone | Schneidemühl |

### Endrunde um die Grenzmark-Meisterschaft
Die Endrunde in Grenzmark sollte ursprünglich in zwei Gruppen ausgespielt werden. Der Sieger der Abteilung II war direkt für das Finale der Grenzmarkmeisterschaft qualifiziert, der Zweitplatzierte der Abteilung II spielte gegen den Sieger der Abteilung I den zweiten Finalisten aus. Da kein Verein aus dem Kreis Köslin qualifiziert war, gab es in der Abteilung II nur zwei teilnehmende Mannschaften.

#### Abteilung I (Süd)
| Datum              |                                                              | Ergebnis |                                                              | Ort           |
| ------------------ | ------------------------------------------------------------ | -------- | ------------------------------------------------------------ | ------------- |
| 7. September 1930  | SV Graf Schwerin Deutsch Krone (Sieger Kreis V Schneidemühl) | 2:0      | KS Gedania Danzig (Zweitplatzierter Kreis II Danzig)         | Deutsch Krone |
| 28. September 1930 | KS Gedania Danzig (Zweitplatzierter Kreis II Danzig)         | 3:3      | SV Graf Schwerin Deutsch Krone (Sieger Kreis V Schneidemühl) | Danzig        |

#### Abteilung II (Nord)
| Pl. | Verein                                      | Sp. | S | U | N | Tore    | Quote | Punkte |
| --- | ------------------------------------------- | --- | - | - | - | ------- | ----- | ------ |
| 1.  | SV Neufahrwasser (Sieger Kreis II Danzig)   | 4   | 2 | 1 | 1 | 006:500 | 1,20  | 05:30  |
| 2.  | PSV Elbing (Sieger Kreis I Westpreußen)     | 4   | 2 | 1 | 1 | 007:300 | 2,33  | 05:30  |
| 3.  | SV Sturm Lauenburg (Sieger Kreis III Stolp) | 4   | 1 | 0 | 3 | 007:120 | 0,58  | 02:60  |

Entscheidungsspiel Platz 1:
| Datum            |                  | Ergebnis |            | Ort    |
| ---------------- | ---------------- | -------- | ---------- | ------ |
| 19. Oktober 1930 | SV Neufahrwasser | 2:0      | PSV Elbing | Danzig |

#### Spiel um den zweiten Teilnehmer am Finale Grenzmark
Das Hinspiel fand am 26. Oktober 1930 in Deutsch Krone, das Rückspiel am 2. November 1930 in Elbing statt. Da beide Vereine jeweils ein Spiel gewinnen konnten und eine Addition der Ergebnisse nicht vorgesehen war, gab es am 9. November 1930 ein Entscheidungsspiel in Schneidemühl.
|                                                           | Gesamt |                                          | Hinspiel | Rückspiel | 3. Spiel |
| --------------------------------------------------------- | ------ | ---------------------------------------- | -------- | --------- | -------- |
| SV Graf Schwerin Deutsch Krone (Sieger Abteilung I (Süd)) | 8:15   | PSV Elbing (Zweiter Abteilung II (Nord)) | 3:2      | 3:9       | 2:4      |

#### Grenzmark Finale
Das Hinspiel fand am 30. November 1930 in Danzig, das Rückspiel am 7. Dezember 1930 in Elbing statt.
|                                               | Gesamt |                                                   | Hinspiel | Rückspiel |
| --------------------------------------------- | ------ | ------------------------------------------------- | -------- | --------- |
| SV Neufahrwasser (Sieger Abteilung II (Nord)) | 1:2    | PSV Elbing (Sieger Spiel zweiter Finalteilnehmer) | 1:1      | 0:1       |

## Endrunde um die baltische Fußballmeisterschaft
Die Endrunde um die baltische Fußballmeisterschaft wurde in der Saison 1930/31 im Rundenturnier ausgetragen. Am Ende setzte sich der SV Prussia-Samland Königsberg mit vier Siegen und zwei Niederlagen durch. Für Prussia-Samland war dies der vierte Meistertitel und der erste seit 17 Jahren. Vizemeister wurde der VfB Königsberg in einem Entscheidungsspiel gegen den PSV Elbing. Beide Mannschaften waren zuvor im Rundenturnier punktgleich.

### Kreuztabelle
| 1931                          | SV Prussia-Samland Königsberg | VfB Königsberg | PSV Elbing | SV Neufahrwasser |
| ----------------------------- | ----------------------------- | -------------- | ---------- | ---------------- |
| SV Prussia-Samland Königsberg |                               | 4:10           | 0:1        | 3:1              |
| VfB Königsberg                | 2:4                           |                | 0:1        | 3:2              |
| PSV Elbing                    | 1:2                           | 0:2            |            | 5:2              |
| SV Neufahrwasser              | 0:2                           | 3:2            | 1:0        |                  |

### Abschlusstabelle
| Pl. | Verein                                                               | Sp. | S | U | N | Tore    | Quote | Punkte |
| --- | -------------------------------------------------------------------- | --- | - | - | - | ------- | ----- | ------ |
| 1.  | SV Prussia-Samland Königsberg (Zweitplatzierter Bezirk I Ostpreußen) | 6   | 4 | 0 | 2 | 015:150 | 1,00  | 08:40  |
| 2.  | VfB Königsberg (Sieger Bezirk I Ostpreußen)                          | 6   | 3 | 0 | 3 | 019:140 | 1,36  | 06:60  |
| 3.  | PSV Elbing (Sieger Bezirk II Grenzmark)                              | 6   | 3 | 0 | 3 | 008:700 | 1,14  | 06:60  |
| 4.  | SV Neufahrwasser (Zweitplatzierter Bezirk II Grenzmark)              | 6   | 2 | 0 | 4 | 009:150 | 0,60  | 04:80  |

Entscheidungsspiel um Platz 2
| Datum       |                | Ergebnis |            | Ort        |
| ----------- | -------------- | -------- | ---------- | ---------- |
| 3. Mai 1931 | VfB Königsberg | 6:2      | PSV Elbing | Königsberg |